# Dusičnan ruthenitý
Dusičnan ruthenitý je anorganická sloučenina s chemickým vzorcem Ru(NO3)3.

## Fyzikální vlastnosti
Dusičnan ruthenitý se rozpouští ve vodě. Tvoří hydrát o složení hexahydrátu, který je ve formě žlutých krystalů. 

## Chemické vlastnosti
Dusičnan ruthenitý reaguje s oxidem křemičitým v atmosféře oxidu uhelnatého za vzniku Ru(CO)2(OSi)2, Ru(CO)3(OSi)2, či Ru3(CO)12.

## Využití
Dusičnan ruthenitý se využívá k přípravě rutheniovo-uhlíkových katalyzátorů.